# Tsjaadgiraffe
De tsjaadgiraffe (Giraffa camelopardalis peralta), ook wel peraltagiraffe genoemd komt voor in West-Afrika, vooral in Niger.
De peraltagiraffe was in 2008 de meest bedreigde, nog in het wild voorkomende ondersoort van de giraffe. Volgens een in 2016 gepubliceerd rapport bereikte deze ondersoort een historisch laag aantal van 50 individuen in de jaren 1990 maar nam het aantal daarna weer toe tot 350 individuen in 2015.
Sinds 2018 heeft deze ondersoort een eigen status op de Rode Lijst van de IUCN, de soort is kwetsbaar. Dit komt omdat de populatie toeneemt en dus deze ondersoort iets minder bedreigd is geworden. 